# Fernando O. Assunção
Fernando Octavio Assunção Formica (Montevideo, 12 de enero de 1931 - São Paulo, 3 de mayo de 2006) fue un historiador, antropólogo, historiógrafo y profesor uruguayo.

## Biografía
Cursó su escolaridad en la Escuela y Liceo Elbio Fernández.
Se especializó en antropología social, escribió obras sobre el folclore uruguayo y rioplatense, en particular, la temática del gaucho.
Se destacó por su actuación en los estudios previos a las obras de restauración del casco histórico de Colonia del Sacramento, labor que desarrolló entre 1968 y 1981, y por su contribución a la creación del Museo del Gaucho; junto con Jorge Páez Vilaró, fueron responsables de la creación del Museo de Arte Americano de Maldonado.
También se dedicó al estudio de las danzas regionales; continúa la labor del argentino Carlos Vega y la de su discípulo uruguayo Lauro Ayestarán, en cuanto a la aplicación de la teoría de Curt Sachs sobre descenso y ascenso de los bailes sociales. Realizó investigaciones sobre la influencia azoriana en el folklore coreográfico uruguayo, que comprueban transculturaciones, de lo que George Foster llamó "cultura de conquista". Sus trabajos sobre "La Firmeza", "La Chamarrita" y "El Caranguiyo" son fundamentales. También es autor de un estudio sobre el origen y difusión del tango: El tango y sus circunstancias (1880-1920).
Fue además un destacado historiógrafo; miembro del Instituto Histórico y Geográfico del Uruguay y del Instituto Panamericano de Geografía e Historia.
Tuvo actuación política en el Partido Colorado militando en el sector de Jorge Pacheco Areco. En 1981, cuando asume la presidencia el dictador Gral. Gregorio Álvarez, es designado en el Consejo de Estado.
Falleció repentinamente en un aeropuerto de São Paulo en 2006. En la Cámara de Representantes el diputado del Partido Nacional Luis Lacalle Pou le rindió homenaje en la media hora previa y en el Senado de Uruguay lo hizo el senador, también blanco, Ruperto Long.
Fue hijo de Octavio Assunçao, portugués, y María Dolores Formica Corsi. Casado con la intérprete de danzas tradicionales Margarita Corallo, tuvieron dos hijas, Margarita y Cecilia.

## Obras
- Génesis del tipo gaucho en el Río de la Plata (1957).[4]
- Usos y costumbres del gaucho.[5]
- El Gaucho (1963) Imprenta Nacional - prólogo Daniel Vidart
- Romancero oriental.
- El mate (Bolsilibros Arca, 1967).[5]
- Orígenes de los bailes tradicionales en el Uruguay (1968)
- Pilchas criollas (1976, reeditado por Emecé en 1997). ISBN 950-04-1121-0.[5]
- Artigas, Inauguración de su Mausoleo y Glosario de Homenajes (en colaboración con Wilfredo Pérez).
- El perro cimarrón.
- Tradición, factor de integración cultural del individuo en la comunidad.[5]
- De Uruguay, América y el Mundo.[5]
- "Cuadernos del Boston", serie sobre los barrios de Montevideo, 1990-1993, en colaboración con Iris Bombet Franco:
  - 1. La Ciudad Vieja,
  - 2. La Aguada,
  - 3. La Unión,
  - 4. Pocitos,
  - 5. 18 de Julio,
  - 6. Colón.
- Uruguay, lo mejor de lo nuestro (con fotografías de Julio Testoni).[5]
- El tango y sus circunstancias (El Ateneo, Buenos Aires).[5]
- Colonia del Sacramento, Patrimonio Mundial (coautoría con Antonio Cravotto, prólogo de Federico Mayor Zaragoza, introducción de Marta Canessa de Sanguinetti; Ediciones UNESCO, Montevideo, 1996).[5][6]
- Epopeya y tragedia de Manuel de Lobo. Biografía del fundador de Colonia del Sacramento (1635-1683) (Linardi y Risso, 2003).
- Historia del gaucho (Claridad, 2006). ISBN 978-950-620-205-7.[7]
- El caballo criollo (Emecé, Buenos Aires, 2008).[5]
- Bailes criollos rioplatenses (con Olga Fernández Latour de Botas y Beatriz Durante, Claridad, 2012)[8]